# クラスノダール地方

クラスノダール地方
ロシア語: Краснодарский край

クラスノダール地方（クラスノダールちほう、ロシア語:Краснодарский край クラスナダールスキイ・クラーイ）は、ロシア連邦の南部連邦管区を構成する地方のひとつ。北コーカサス（北カフカス）に位置する。行政の中心はクラスノダール。

## 名称
別名、クバン地方、クバーニと呼ばれる。

## 概要
隣接する行政区画は北から時計回りに、ロストフ州、スタヴロポリ地方、カラチャイ・チェルケス共和国、ジョージアのアブハジア自治共和国（現在はアブハジア共和国として事実上独立状態にある）となり、西側にケルチ海峡を挟んでウクライナのクリミア自治共和国（2014年以降クリミア共和国としてロシアは編入を宣言しているが、国際的には承認されていない）があり、南部でアディゲ共和国を包囲している。2018年にはクリミア半島との間にクリミア大橋が開通した。
黒海沿岸に位置しており、ロシアの中では比較的温暖な地方である。そうした特性から、クラスノダール地方にはノヴォロシースクをはじめとする不凍港があり、さらにソチなどのリゾート都市が複数存在している。茶や米の栽培も盛んで、世界の茶栽培の北限に近い。黒土地帯にあり土地が肥沃で、トウモロコシなどの穀類やひまわり、果物が栽培されている。
この地方を流れるクバン川（クバーニ川）は古くから水運が盛んでギリシャやオスマン帝国との交易路だった。

## 歴史
オスマン帝国、ペルシャ帝国、ロシア帝国に囲まれた緩衝地帯で、古くから戦略的に重要な地域であった。16世紀以降、オスマン帝国とロシア帝国はこの地域の覇権をめぐって軍事衝突を繰り返した。
1787年に露土戦争 (1787年-1791年)が勃発、急遽旧ザポロージャのシーチのウクライナ・コサックから黒海コサック軍が編成される。1792年に黒海コサック軍がクバーニへ移住。
コーカサス戦争（1817年 - 1864年）。
1860年にクバーニ・コサック軍となった。
ドン軍管州（1870年 - 1920年）。
ドン全大軍（1918年 - 1920年）。
ドン州（1920年 - 1924年）とドネツィク州に分割。
1922年、アディゲ共和国がソ連の自治州として分離された。
1989年、アブハジア紛争。
1992年8月14日、アブハジア戦争が勃発。
2014年にはソチで冬季オリンピック・パラリンピックが開催された。

## 主な都市

クラスノダール地方の行政区画。
包囲しているのがアディゲ共和国。

- ソチ
- ノヴォロシースク
- アルマヴィル
- エイスク
- アナパ
- ゲレンジーク
- トゥアプセ
- テムリュク

## 標準時
この地域は、モスクワ時間帯の標準時を使用している。時差はUTC+3時間で、夏時間はない。2011年3月までは、標準時がUTC+3で夏時間がUTC+4、同年3月から2014年10月までは通年UTC+4であった。